# Epania mira
Epania mira är en skalbaggsart som beskrevs av Holzschuh 1991. Epania mira ingår i släktet Epania och familjen långhorningar. Inga underarter finns listade i Catalogue of Life.